# 6180 the moon
6180 the moon là một game thuộc thể loại giải đố nền tảng tối giản do hãng Turtle Cream và Jongmin Baek hợp tác phát triển. Nhạc nền của game do Seongyi Yi và Chaeeun Kim sáng tác. Trò chơi được phát hành vào ngày 19 tháng 9 năm 2014. Trò chơi kể về câu chuyện Mặt Trăng tìm kiếm Mặt Trời sau khi nó mất tích, để lại người dân Trái Đất đau khổ trong màn đêm tối vĩnh hằng.

## Lối chơi

Ảnh chụp màn hình lối chơi trong 6180 the moon

Trong 6180 the moon, người chơi điều khiển Mặt Trăng, được hiển thị dưới dạng một vòng tròn màu trắng đơn giản. Mặt Trăng chỉ có khả năng nhảy và di chuyển trái phải, tuy nhiên, phần đỉnh và phần dưới của ranh giới cấp độ sẽ lặp lại, giúp người chơi có nhiều lựa chọn hơn để giải quyết các thử thách nền tảng mà trò chơi đưa ra. Mục tiêu của mỗi màn chơi trong game là đi từ điểm bắt đầu đưa đến lối thoát. Mọi màn chơi đều được nhóm thành một "thế giới" nhất định, mỗi màn chơi lại dựa trên một hành tinh (còn bao gồm cả Mặt Trời), với mỗi thế giới đều có cơ chế chủ đề khác nhau.

## Cốt truyện
Mặt Trăng chuẩn bị lặn và cho phép Mặt Trời mọc, tuy nhiên, Mặt Trăng nhận thấy Mặt Trời bị mất tích. Sau đó, Mặt Trăng bắt đầu hành trình tìm kiếm Mặt Trời, và bảo anh ta quay trở lại Trái Đất. Trên đường đi, Mặt Trăng nói chuyện với từng hành tinh, họ sẽ đưa ra ý kiến hoặc lời khuyên của họ về tình hình. Cuối cùng, Mặt Trời nói với Mặt Trăng rằng anh ta không bao giờ rời đi đâu cả, và Mặt Trăng bắt đầu cuộc hành trình trở về điểm xuất phát.

## Phát triển
Phiên bản alpha đầu tiên của 6180 the moon mất một giờ bốn mươi ba phút (6180 giây) để tạo ra, trước khi thêm vào câu chuyện hoặc hầu hết màn chơi và thế giới khác xuất hiện trong tựa game hoàn chỉnh.

## Đón nhận
6180 the moon được đón nhận rất tích cực. John Walker của Rock, Paper, Shotgun gọi nó là "một thứ tuyệt đẹp", và Spencer Hayes của Destructoid nói "Có điều gì đó về [giải đố nền tảng] không gây ấn tượng với tôi như họ đã làm trước đây. Ngoại trừ 6180 The Moon. Game cực kỳ thú vị." Trong một bài đánh giá đã thu hút được 300 nghìn lượt xem, nhà phê bình trò chơi có ảnh hưởng lớn TotalBiscuit nói rằng game "tuyệt vời... Thực sự trông ấn tượng... Một kiệt tác." Phil Spencer, Phó chủ tịch điều hành của Xbox, đã viết "Trò chơi này sẽ có mặt trên Steam vào ngày mai, rất đáng để có được nó. #6180themoon, một tựa game khác mà chúng tôi cần trên xb1."